# USS Detroit (C-10)
USS Detroit foi um cruzador desprotegido da Classe Montgomery da Marinha dos Estados Unidos que foi autorizado por um ato do congresso em setembro de 1888. Detroit foi lançada em 28 de outubro de 1891 na Columbian Iron Works, Baltimore, Maryland, patrocinada pela Srta. F. Malster. O cruzador foi comissionado em 20 de julho de 1893 com o comandante Willard Herbert Brownson no comando. Foi o terceiro navio a ser nomeado para Detroit.

## Revolta da Armada do Brasil

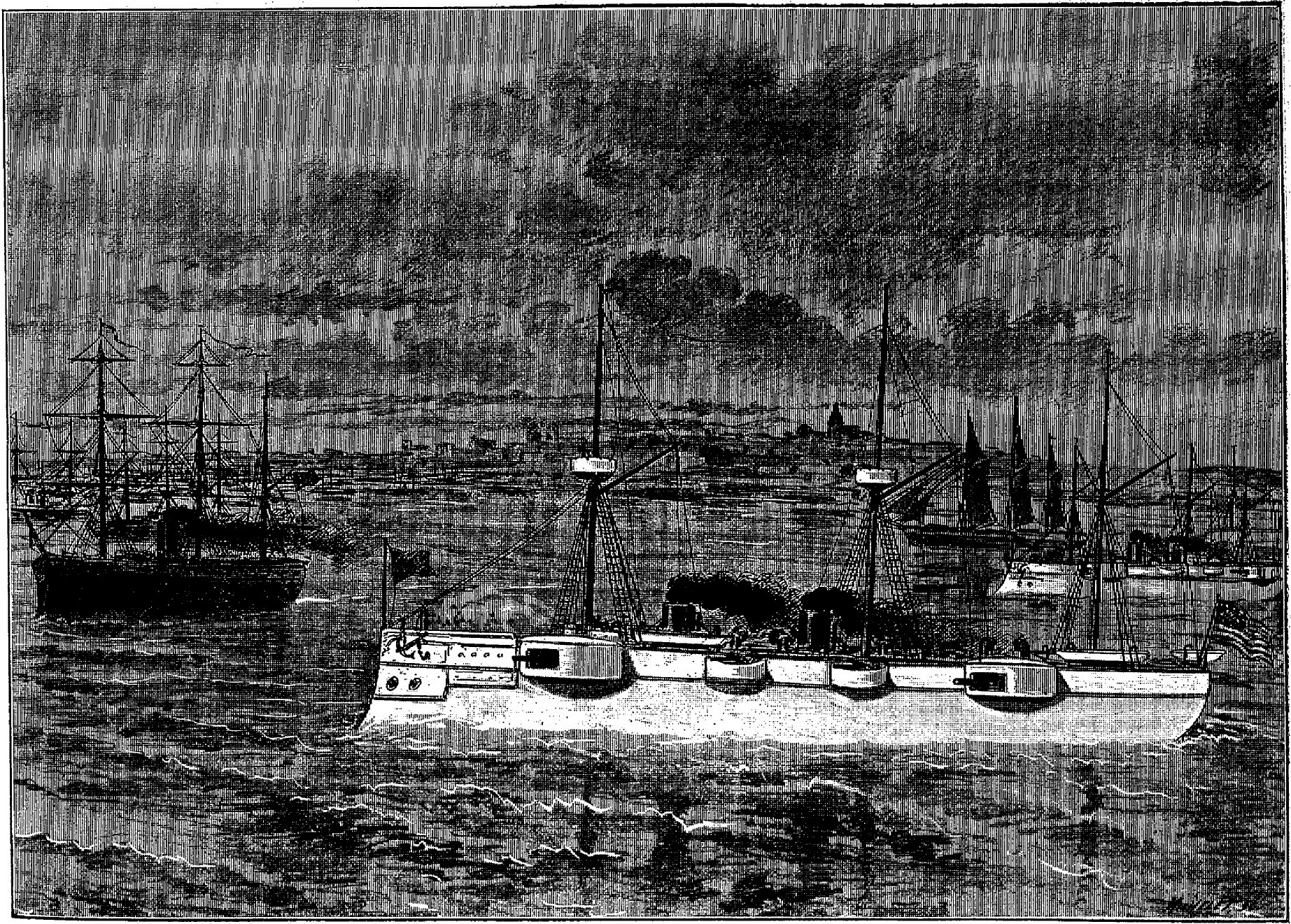
Detroit na Baía de Guanabara, durante o Caso Rio de Janeiro na Revolta Naval Brasileira (L'Univers illustré, Levy (Paris), nº 2 029, 10 de fevereiro de 1894).

Detroit partiu de Norfolk em 5 de outubro de 1893 para o Rio de Janeiro, Brasil, e ficou ancorada no porto para proteger os cidadãos e interesses americanos durante os distúrbios revolucionários no Brasil, durante os quais ela enfrentou o cruzador rebelde Trajano em uma ação curta e sem sangue. Depois, Detroit retornou a Norfolk, Virgínia, em 24 de abril de 1894. Ela navegou em 16 de outubro para servir na Estação Asiática por dois anos, navegando ao longo da costa chinesa e visitando portos no Japão e na Coreia.

## Revisão e Guerra Hispano-Americana
Detroit retornou a Nova York em 17 de maio de 1897 e, após uma revisão, navegou para Key West, onde ficou baseada a partir de 16 de outubro de 1897, tendo em vista a situação cada vez mais tensa no Caribe. Durante a Guerra Hispano-Americana, Detroit fez parte de um esquadrão naval dos EUA que bombardeou o Forte San Cristobal, Castillo San Felipe del Morro e várias baterias terrestres como parte do bombardeio de San Juan em 12 de maio de 1898.

## Nicarágua e Venezuela e descomissionamento
Detroit retornou ao Caribe em fevereiro de 1899. Ela protegeu os interesses americanos na Nicarágua e, em setembro, durante os movimentos revolucionários na Venezuela. Ela permaneceu ancorada em La Guaira durante outubro e novembro, depois retornou à sua base em Key West em 21 de dezembro de 1899. Exceto por dois cruzeiros curtos em 1900 no Caribe, ela permaneceu em Key West até maio, quando navegou para Portsmouth, New Hampshire e foi retirada de serviço em 23 de maio de 1900.

## Recomissionamento e América do Sul
Recomissionado em 23 de setembro de 1902, Detroit navegou para o Caribe em novembro para manobras de esquadrão em Culebra e San Juan. Ela se juntou à Fortune em Port of Spain, Trinidad, em janeiro de 1903, e a rebocou pela costa da América do Sul até Talcahuana, Chile. Detroit operou entre Montevidéu, no Uruguai, e Bahia e Santos, no Brasil, até janeiro de 1904, quando chegou a Puerto Plata, Santo Domingo, para proteger os interesses americanos na ilha devastada pela revolução. Seus escritórios diplomáticos resultaram em uma conferência de paz em junho, após a qual o exército insurgente capitulou em Monte Cristi.

## Descomissionamento final
Exceto por um breve cruzeiro para Boston e depois para Nova Escócia e New Brunswick no verão de 1904, Detroit permaneceu fora da problemática Santo Domingo. Ela retornou a Boston em julho de 1905, foi colocada fora da comissão em 1 de agosto de 1905, e vendida em 22 de dezembro de 1910.